# Strażnica WOP Dołhobrody
Strażnica Wojsk Ochrony Pogranicza Dołhobrody – zlikwidowany podstawowy pododdział Wojsk Ochrony Pogranicza pełniący służbę graniczną na granicy polsko-radzieckiej.

## Formowanie i zmiany organizacyjne
Strażnica została sformowana w 1945 w strukturze 31 komendy odcinka we Włodawie jako 142 strażnica WOP (Długobrody) o stanie 56 żołnierzy. Kierownictwo strażnicy stanowili: komendant strażnicy, zastępca komendanta do spraw polityczno-wychowawczych i zastępca do spraw zwiadu. Strażnica składała się z dwóch drużyn strzeleckich, drużyny fizylierów, drużyny łączności i gospodarczej. Etat przewidywał także instruktora do tresury psów służbowych oraz instruktora sanitarnego.
17 listopada 1945 obsada 31 komendy odcinka, w tym 142 strażnica, wyjechała z Lublina do Włodawy. We Włodawie poszczególne strażnice przygotowywały się do objęcia ochroną wyznaczonego odcinka granicy państwowej. W 1946 w 31 komendzie odcinka zaszły zmiany dyslokacyjne i 25 stycznia 1946 na wyznaczony odcinek granicy państwowej wyszły pierwsze patrole ze 142 strażnicy Dołhobrody.
W związku z reorganizacją oddziałów WOP, 24 kwietnia 1948 142 strażnica OP Dołhobrody (w skali kraju) została włączona w struktury 23 batalionu OP we Włodawie, a 1 stycznia 1951 232 batalionu WOP we Włodawie.
W 1952 była jako 142 strażnica WOP Dołhobrody (w skali kraju), w strukturach 232 batalionu WOP we Włodawie
Od 15 marca 1954 wprowadzono nową numerację strażnic, a strażnica WOP Dołhobrody III kategorii otrzymała nr 137 w skali kraju i była w strukturach 232 batalionu WOP we Włodawie.
Reorganizacja, jaką przechodziły Wojska Ochrony Pogranicza w czerwcu 1956, doprowadziły do likwidacji 23 Brygady i podległych jej pododdziałów.

## Strażnice sąsiednie
- 141 strażnica WOP Kodeń ⇔ 143 strażnica WOP Sobibór – 1946
- 141 strażnica OP Kodeń ⇔ 143 strażnica OP Sobibór – 24.04.1948
- 141a strażnica WOP Jabłeczna ⇔ 143a strażnica WOP Włodawa – 1952
- 136 strażnica WOP Jabłeczna ⇔ 138 strażnica WOP Sobibór – 15.03.1954.

## Dowódcy strażnicy
- ppor. Józef Wołyniec (1945[11]–był w 1946)[12]
- Wojciech Materka[13] (04.1955–05.1956)[14].